# Андерсон, Эйнар
Э́йнар А́ндерсон (швед. Einar Andersson, 13 июля 1909 — 11 января 1989) — шведский оперный певец (лирический тенор).

## Биография
Эйнар Андерсон родился 13 июля 1909 года в городе Вестерос. Учился у Сета Сванхольма в Стокгольмской музыкальной академии. Первое выступление на оперной сцене состоялось в Стокгольме в 1938 году. С 1939 года Андерсон становится солистом Стокгольмской королевской оперы.
В 1958 году гастролировал в СССР.
Снимался в кино.
Умер в городе Оседа 11 января 1989 года.

## Оперные партии
- «Аладдин» Аттерберга — Аладдин
- «Так поступают все» Моцарта — Феррандо
- «Травиата» Верди — Альфред
- «Бал-маскарад» Верди — Ричард
- «Тоска» Джакомо Пуччини — Каварадосси
- «Борис Годунов» М. П. Мусоргского — Григорий
- «Князь Игорь» А. П. Бородина — Владимир Игоревич
- «Евгений Онегин» П. И. Чайковского — Ленский